# Schule am Pulverberg

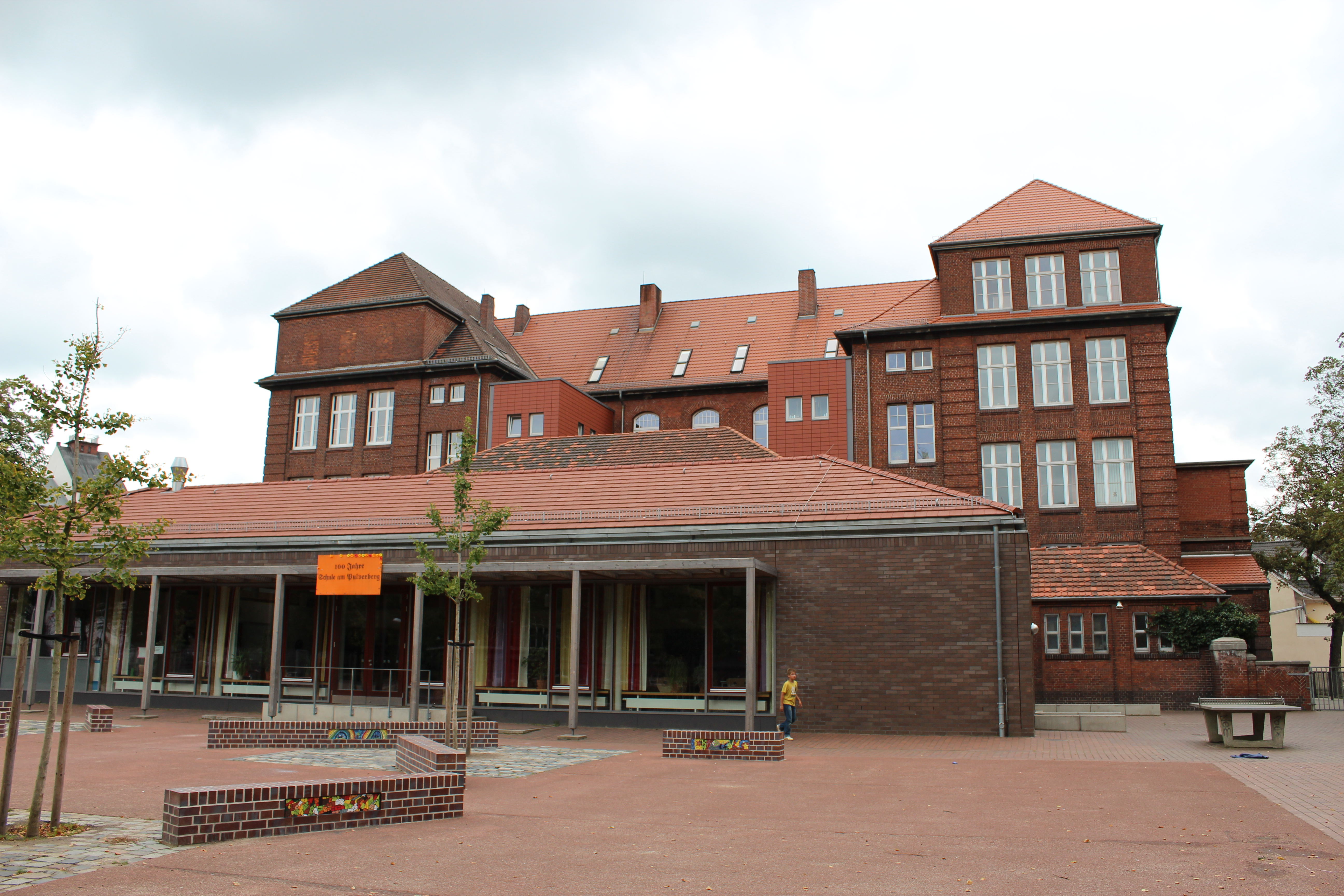
Schule am Pulverberg

Das Gebäude der Schule am Pulverberg auf dem Eckgrundstück Schleswiger Straße 10 / Theodorstraße in Bremen, Stadtteil Walle, Ortsteil Osterfeuerberg, entstand 1911 nach Plänen von Baudirektor Wilhelm Knop und Karl August Oehring. Die Schule wurde nach ihrem Standort, dem Pulverberg in Walle, benannt, auf dem sich bis 1879 ein Pulvermagazin befand. Das Schulgebäude steht seit 1984 unter Denkmalschutz.

## Geschichte
Name: Auf einem Hügel in Walle stand ein 1811 abgebauter Galgen; aus dem Galgenhügel wurde der Pulverhügel, nachdem hier bis 1879 ein Pulvermagazin stand, welches als Pulvermagazin Bremen nach Grambke (heute Gröpelingen) verlegt wurde und den dortigen Pulverberg bildete.
Zwischen 1892 und 1916 entstanden 25 neue Schulen in Bremen, in denen zum Teil auch – strikt getrennt – Mädchen aufgenommen wurden. Im Bremer Westen verdoppelte sich am Anfang des 20. Jahrhunderts die Einwohnerzahl. Mehrere neue Schulen wurden gebaut.
Volksschule: Diese dreigeschossige Volksschule von 1911 wurde im Stil der Reformarchitektur von der Hochbauinspektion Bremen (später Hochbauamt Bremen) geplant und auf dem Gelände des Pulvermagazins gebaut. Das u-förmige Gebäude mit Sockelgeschoss und Walmdach hat eine rote Klinkerfassade mit horizontaler Steingliederung.
1911 hatte die Schule 18 Klassen und 1913 dann 20 Klassen mit fast 900 Schülern. 1911 gab es bereits Englischkurse an der Schule. 1919 wurde sie Bezirksschule. Die Anzahl der Klassen und Schüler nahm ab. Im Zweiten Weltkrieg wurden im Gebäude zeitweise Einheiten der Marine-Flak stationiert und die Schüler besuchten die Schule an der Schleswiger Straße oder waren in der Kinderlandverschickung.

## Grundschule am Pulverberg
Seit 1945 besteht die Grundschule am Pulverberg. Sie ist heute eine Ganztagsschule mit Mensa und kooperiert mit zahlreichen außerschulischen Lernpartnern und Vereinen. In den Jahrgängen 1 bis 4 werden an der Schule 12 Klassen unterrichtet (Stand 2017). Der Pulverberg-Kurier ist seit 2012 die Schulzeitung. Der Schulförderverein der Grundschule am Pulverberg unterstützt die Schule.